# Liste der Monuments historiques in Neulles
Die Liste der Monuments historiques in Neulles führt die Monuments historiques in der französischen Gemeinde Neulles auf.

## Liste der Bauwerke
| Bezeichnung                       | Beschreibung              | Standort | Kennzeichnung | Schutzstatus | Datum | Bild           |
| --------------------------------- | ------------------------- | -------- | ------------- | ------------ | ----- | -------------- |
| Kirche Notre-Dame-de-l’Assomption | Erbaut im 12. Jahrhundert | (Lage)   | PA17000027    | Inscrit      | 2000  | weitere Bilder |

## Liste der Objekte

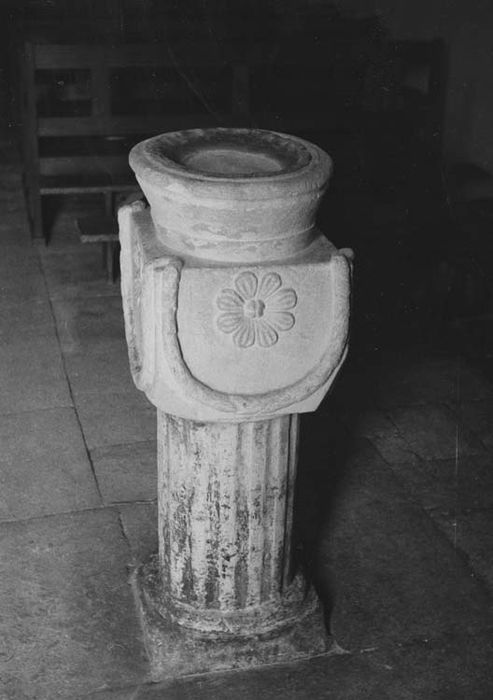
Weihwasserbecken aus dem Jahr 1787 in der Kirche Notre-Dame-de-l’Assomption

- Monuments historiques (Objekte) in Neulles in der Base Palissy des französischen Kultusministeriums

Siehe auch: Weihwasserbecken (Neulles)